# Esterházyové
Esterházyové z Galanty (maďarsky: většinou Eszterházy, latinsky: Estoras) byli dříve mocný uherský šlechtický rod.

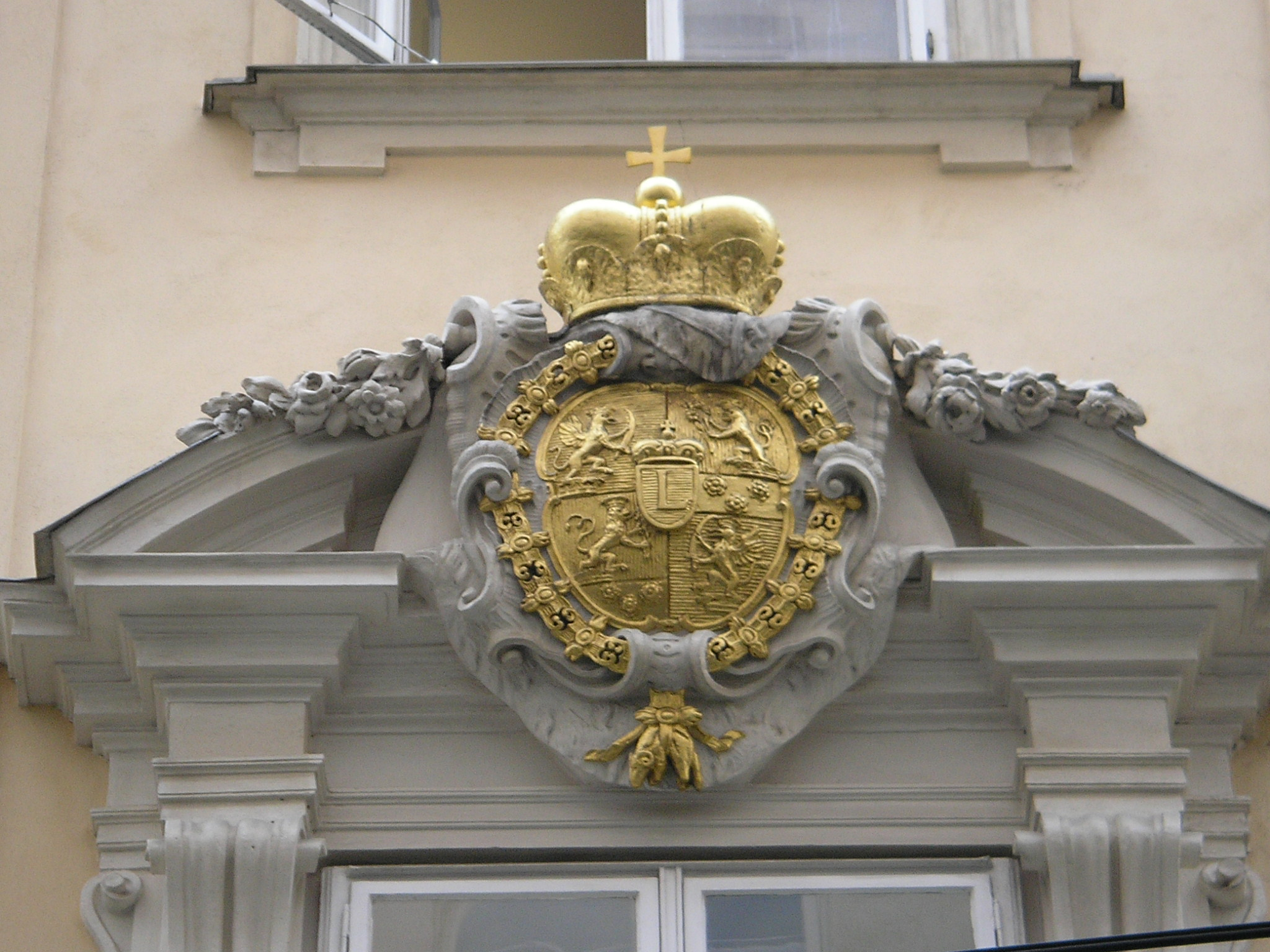
Knížecí erb na průčelí Esterházyovského paláce ve Vídni

## Původ rodiny Esterházyů

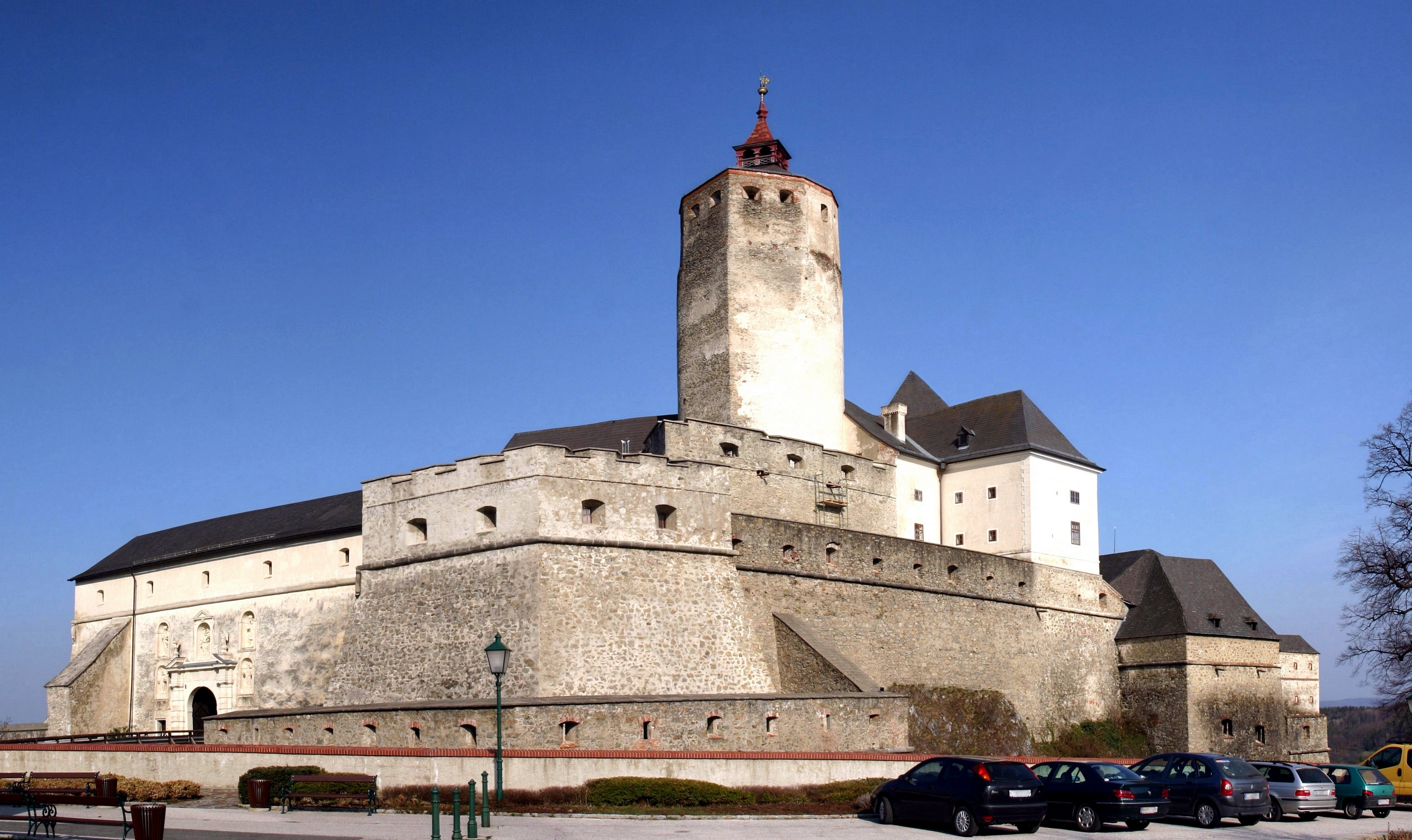
Hrad Forchtenstein je v držení rodu od roku 1622

Původ rodu lze zpětně sledovat až do 13. století. Poprvé je v dokumentech uvedena rodina "Zerház de Zerhásház" v roce 1527. Sňatkem získali přívlastek „de Galanta" podle slovenského města nedaleko Bratislavy na Malém Dunaji východně od města.
Tři bratři, synové Františka Esterházyho (1532–1604), baron Mikuláš Esterházy (1582–1645), baron Pavel Esterházy a baron Daniel Esterházy založili hlavní rodinné větve Esterházyů po otci až do současnosti, postupně získali panství Forchtenstein, Zvolen a Česnek.

### Od malé šlechty k magnátům
Baron Mikuláš Esterházy mezi svými dvěma bratry vyčníval, dopracoval se až k diplomatickému vyjednávání mezi malou maďarskou šlechtou s velkými a rozhodujícími velmoži. Dříve protestantská rodina konvertovala ke katolictví a prokazovala věrnost císaři Svaté říše římské (uherský král). Dosáhl vzestupu rodu až k povýšení do hraběcího titulu.

### Osmanská hrozba
Pro císaře znamenal Esterházy důležitou vojenskou záštitu proti Turkům, kteří byli hrozbou pro Uhry i celou střední Evropu, protože rodina vedla boj proti Turkům na vlastní náklady. Bylo pozoruhodné, sestavit vojenský kontingent a motivovat tím uherskou šlechtu k napodobení. Členové rodu Esterházy opakovaně bojovali proti Turkům, především v 17. století.
V bitvě u Vozokan (maďarsky: Nagyvezekény, slovensky v roce 1652: „Veľké Vozokany“) padli čtyři členové rodiny, mezi nimi Ladislav Esterházy z Galanty (1626–1652), syn palatina Mikuláše Esterházyho (1582–1645) a jeho bratranci František, Tomáš a Kašpar.
Hrabě Mikuláš a jeho syn, pozdější kníže Pavel I. Esterházy z Galanty (1635–1713), zastávali po dvě generace úřad palatina.

### Povýšení do knížecího stavu

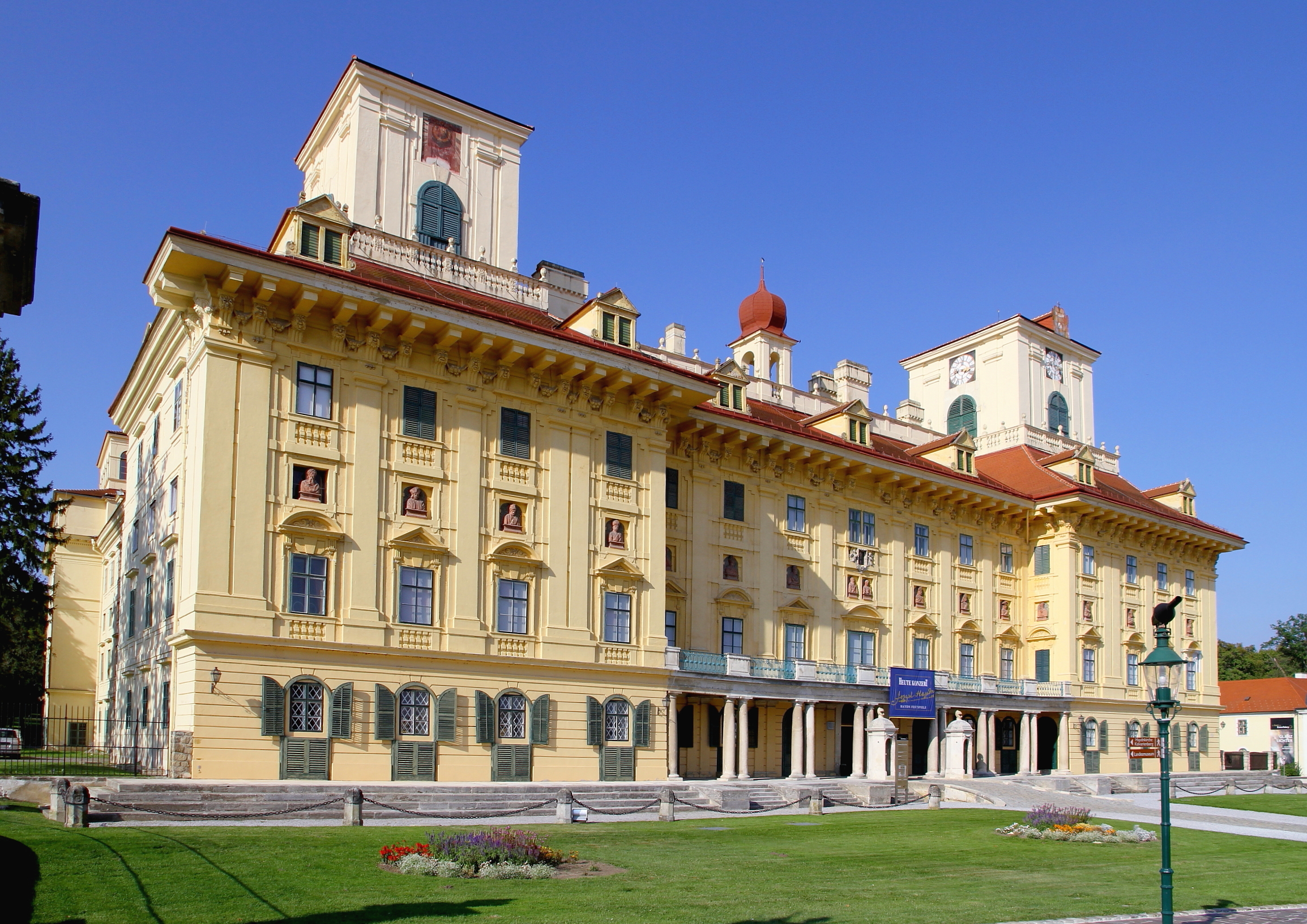
Zámek Eisenstadt – hlavní rodové sídlo

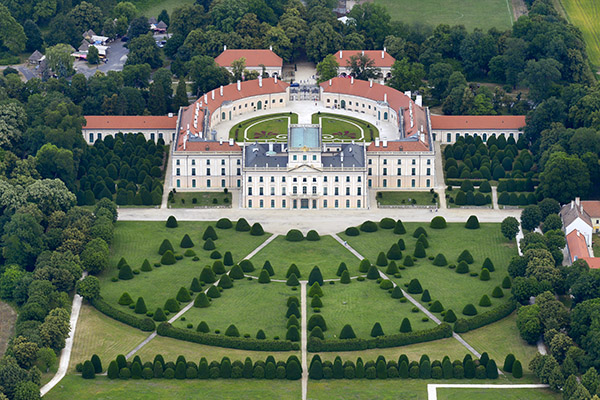
Letecký pohled na zámek Fertőd, nechal vystavět uměnímilovný kníže Mikuláš I. Esterházy jako své letní sídlo

V roce 1687 byl hrabě Pavel I. císařem Leopoldem I. (1640–1705) povýšen do knížecího stavu. Nejdříve se povýšení vztahovalo jen na Pavla I. a teprve roku 1712 byl právě prvorozený syn Esterházy z větve Forchtensteinů, potom podle dědičného výnosu také druhá větev, která obdržela dědičný knížecí titul. Forchtensteinská větev si vybrala jako své sídlo Eisenstadt a vybudovala tam nynější zámek jako knížecí sídlo. Za císaře Josefa II. (1741–1790) knížecí titul dostala primogenitura a ostatní mužští příslušníci knížecího rodu dostali propůjčený titul prince.

### Oddanost císařskému domu
Esterházyové byli ve všech válečných sporech vždy na straně císařského domu, za tureckých výpadů, přes třicetiletou válku (1618–1648) až ke koaliční válce proti Napoleonovi (1792–1815).
Díky své loajalitě a věrnost císařskému domu dostali Esterházyové z Galanty novou možnost k rozšíření svých držav, a to zejména díky územním změnám v napoleonské Evropě. Tehdy nabyl knížecí dům v roce 1804 krátce před sekularizací ženský klášter Edelstetten u Krumbachu v Bavorsku za 28 000 zlatých jako nové říšské hrabství. Po změně Bavorského království v roce 1806 se Esterházyové dostali za nové vlády roku 1813 do bavorského jmenného seznamu šlechty.
Dne 18. června 1812 měla v Řezně svatbu princezna Marie Terezie z Thurn-Taxisu. Z manželství se narodil syn kníže Mikuláš Esterházy (1817–1894), jehož sňatkem se Sarah Child-Villiersovou, dcerou 5. hraběte z Jersey, vzniklo přímé příbuzenství mezi rodem Esterházyů s anglickým královským domem.
Také po revoluci roku 1848 zůstali Forchtensteinští Esterházyové na straně Habsburků. Pavel III. Antonín Esterházy, který byl na dlouhodobé akreditaci Rakouským císařstvím v Londýně, byl povolán zpět.

### Současný rod
Konec Dunajské monarchie přinesl také změny pro rodinu Esterházy. Trianonská smlouva v roce 1920 náhle rozdělila majetky rodu Esterházy do šesti nově vzniklých států: Maďarsko, Československo, Chorvatsko, Slovinsko, Rumunsko a Rakousko.
Také druhá světová válka znamenala velký zásah do života rodiny Esterházyů. Část rodiny uprchla před sovětskou okupací. Další, jako hrabě Moritz Esterházy (1881–1960), byl v roce 1917 zvolen předsedou vlády v Maďarsku.
Hospodářský archiv knížecí větve se dnes nachází na hradě Forchensteinu, zatímco další část rodinného archivu od té doby je uložena v Maďarském státním archivu v Budapešti. Majetky v Maďarsku byly za komunistické vlády po roce 1947 znárodněny. Majetky v Burgenlandu na zemských hradech zůstaly v soukromém vlastnictví a byly po zrušení fideikomisu převedeny do Maďarska ve 30. letech a v Rakousku v říjnu 1938 převedeny na Pavla V. (1901–1989).
V roce 1948 byl kníže Pavel V. v podivném procesu, společně s kardinálem Józsefem Mindszentym (1892–1975), komunisty odsouzen k 15 letům vězení. V dalších letech se také ostatní členové rodiny stali obětí věznění a deportací, jako výsledek podezřelých justičních kauz. Tyto události jsou popsány v knihách Greif und Rose od Hanna Moldena a Harmonia Caelestis od Pétera Esterházy (1950–2016).
Melinda Esterházy (Melinda kněžna Esterházy de Galanta; * 1920, roz. Ottrubay) je vdova po Pavlu V., knížeti Esterházym zemřelém v roce 1989. Dřívější fideikomisní majetek v Rakousku byl na její přání vložen do nadace.
Současnému knížecímu rodu Esterházů dodnes patří např. dolnorakouský hrad Schwarzenbach, bývalý klášter Edelstetten v Bavorsku, zámek Lackenbach v Burgenlandsku ad.

## Knížecí větev rodu Esterházy
- baron, později hrabě Mikuláš Esterházy (1583–1645)
- hrabě Ladislav Esterházy (1626–1652)
- hrabě, později kníže Pavel I. Esterházy (1635–1713)
- kníže Michael Esterházy (1671–1721)
- kníže Josef Esterházy (1688–1721)
- kníže Pavel II. Antonín Esterházy (1711–1762)
- kníže Mikuláš I. Esterházy (1714–1790)
- kníže Antonín (I.) Esterházy (1738–1794)
- kníže Mikuláš II. Esterházy (1765–1833)
- kníže Pavel III. Antonín Esterházy (1786–1866)
- kníže Mikuláš III. Esterházy (1817–1894)
- kníže Pavel IV. Esterházy (1843–1898)
- kníže Mikuláš IV. Esterházy (1869–1920)
- kníže Pavel (V.) Esterházy (1901–1989)
- kníže Anton II. Esterházy (1936)
- princ Paul-Anton Esterházy (1986)

### Další členové rodu
- hrabě Mořic Esterházy (1807–1890), rakouský politik a diplomat, vyslanec ve Vatikánu, rakouský ministr bez portfeje, rytíř Řádu zlatého rouna
- princ Alois Esterházy (1844–1912), rakousko-uherský generál a diplomat, rytíř Řádu zlatého rouna
- hrabě Pavel Esterházy (1861–1932), rakousko-uherský diplomat
- hrabě János Esterházy (1901–1957)
- Agnes Esterhazy, známá také hraběnka Agnes Esterhazy a Agnes z Esterhazy (1898–1956), herečka
- Ferdinand Walsin-Esterházy, francouzský důstojník, který inicioval Dreyfusovu aféru
- Péter Esterházy (1950–2016), spisovatel

### Umělci ve službách rodu
Rod Esterházyů byl znám kulturní angažovaností.
Hudebníci
- ve službách knížat Pavla II. Antonína a Mikuláše I. Josefa působil v letech 1761–1790 jako dvorní kapelník Joseph Haydn. Skladatel za dobu 30 let, kdy působil vytvořil na objednávku knížat svá nejdůležitější díla.
- Kníže objevil talent Franze Liszta, jehož otec byl správcem statku na Esterházyovském statku, a uvedl ho do světa.
- Franz Schubert byl učitelem hry na klavír pro mladé hraběnky Karolinu a Marii.

stavitelé, architekti a jiní výtvarníci
po staletí byli ve službách rodiny dvorní architekti, například Charles de Moreau. Vzniklo přes 60 zámků, přes 110 kostelů, několik škol a domovů pro seniory ve všech zemích dřívější c. a k. monarchie.

### Gastronomie
Podle rodu se v Rakousko-Uhersku  nazývalo několik pokrmů:
- Esterházy-dort je dort s máslovým krémem a marcipánem.
- Esterházy-zelenina je příloha z pórku, celeru a kořenové zeleniny.
- Esterházy-roláda nebo Esterházy-steak; přísady Julienne proužek z kořenové zeleniny (karotka, celer) a pórek, na másle dušený, kořeněný s burgundským vínem omáčka k citovanému steaku
- Esterházy-guláš: vánoční nebo silvestrovský pokrm z hovězího a vepřového masa, cibule a koření